# Maria Giacomina Nazari

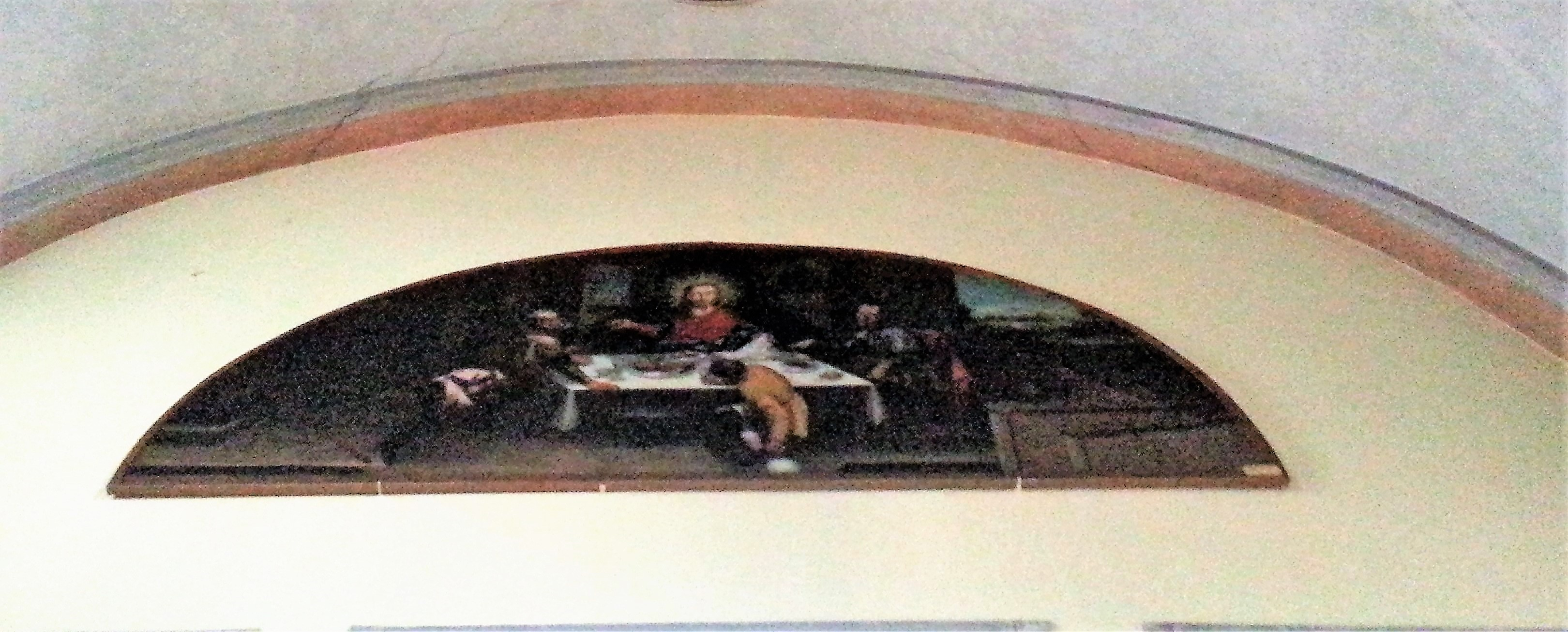
Abendmahl in Emmaus

Maria Giacomina Nazari, auch Giacomina Nazari (* 10. Februar 1724 (?) in Venedig; † unbekannt), war eine venezianische Malerin.

## Leben
Maria Giacomina Nazari wurde 1722 oder am 10. Februar 1724 geboren, auch um 1730 wurde angegeben. Sie kam als Tochter des Porträtmalers Bartolomeo Nazari (1699–1758) aus Bergamo zur Welt. Ihr Bruder war der Maler Nazario Nazari (etwa 1724–1793).
Wie so oft bei weiblichen Malern bestand nur die Möglichkeit, in der familiären Werkstatt das Handwerk zu erlernen. Dort kopierte sie Bilder ihres Vaters. Später malte sie einen Redentore (Erlöser) und einen San Bernardo, möglicherweise für ein Kloster in Triest. Außerdem fertigte sie auf der Grundlage von Gemälden und sonstigen Darstellungen eine Reihe von Porträts europäischer Souveräne im Auftrag des Venezianers Paolo Donato an.
Traditionell wird ihr eine gewaltige, halbmondförmige Leinwand zugeschrieben, die 440 × 180 cm misst. Sie befindet sich in der Sant’Anna-Kirche in Clusone bei Bergamo. Auf der Leinwand ist das Abendmahl in Emmaus dargestellt.
Wann und wo die Malerin gestorben ist, ist nicht überliefert.